# Correctionville
Correctionville est une ville, du comté de Woodbury en Iowa, aux États-Unis. Elle est fondée en 1855 et incorporée le 3 octobre 1882.

## Source de la traduction
- (en) Cet article est partiellement ou en totalité issu de l’article de Wikipédia en anglais intitulé « Correctionville, Iowa » (voir la liste des auteurs).